# Наукова документація
Наукова документація (англ. Scientific documentation) — це документи, в яких наявний фактичний матеріал наукових спостережень й експериментів, гіпотези, наукові теорії, дисертації та інші теоретичні розробки.
Документальні джерела наукової інформації умовно можна поділити за характеристиками змісту та форми. До характеристик змісту внесено тематику, структуру матеріалу, стиль його презентації, вид інформації та ступінь її сумарності.

## Види наукової документації
- Звіти по науково-дослідним, дослідно-теоретичним роботам (підсумкові, етапні, проміжні, інформаційно-аналітичні);
- Висновки і відгуки по науково-дослідним і експериментальним роботам;
- Рецензії та анотації на науково-дослідні та дослідні роботи;
- Паспорта, регламенти, реферати на науково-дослідні роботи;
- Монографії, дисертації та відгуки на них;
- Рукописи неопублікованих наукових статей;
- Звіти, доповіді, довідки про роботу наукових експедицій;
- Звіти, доповіді про закордонні наукові та технічні відрядження фахівців.

## Первинна та вторинна наукова документація
1. Книги та брошури — первинними є монографії, збірники, матеріали конференцій, когресів, з'їздів, навчальні видання. Вторинними ж є неперіодичні бібліографічні, реферативні видання, енциклопедії.
2. Періодична документація — представниками первинної є регулярні видання (журнали), видання з продовженням (вісники, записки). До вторинної відносяться бібліографічні (покажчики, картотеки), реферативні (журнали, збірники), офіційні бюлетні.
3. Спеціальні — до первинної входять нормативно-технічні документи, промислові каталоги. До вторинної покажчики стандартів та технічних умов, вітчизняних та закордонних винаходів.
4. Рукописні — первинними є дисертації, наукові переклади, семінари, симпозіуми. Вторинними ж є  реєстраційні та інформаційні картки.

## Типи наукової документації
- Офіційні — публікації законодавства, нормативно-правових актів державних і господарських органів управління.
- Наукові — результати досліджень у різних сферах знань.
- Науково-популярні — відомості з різних галузей науки і техніки, призначені для ознайомлення неспеціалістів.
- Підручники — знання призначені для педагогічних цілей.
- Виробничі — знання призначені для використання їх в практичній діяльності фахівцями певного профілю.
- Довідкові — стисла інформація для ознайомлення фахівців у певній галузі знань, а також для наукових досліджень і професійної діяльності.
- Нормативно-виробничі - правила, норми і нормативи, технологічні вимоги, стандарти, призначені для використання у практичній діяльності.
- Рекламні — відомості про вироби, послуги, які рекомендуються з метою залучення покупця.
- Каталоги — нормативно-виробничі довідники з різних видів знань.

## Класифікація за характеристиками змісту
Тематика змісту — передбачає використання рубрикаційних, класифікаційних таблиць, слів, речень тощо. Так, в бібліотечній справі використовуються таблиці унікальних десяткових класифікацій. 

Структура організації матеріалу — може бути:

- формальною (за буквами алфавіту чи нумерацією);
- формально-логічною (об'єкт, предмет, мета, галузь використання тощо);
- тематико-логічною (предметна рубрикація матеріалу).

Стиль викладення матеріалу — теоретичним стилем пишуть наукові монографії, прикладним стилем пишуть довідники та інструкції, популярним стилем пишуть відповідні нариси, огляди, енциклопедії.

Вид інформації — інформація може поділятися на концептографічну, методографічну та фактографічну. 

Ступінь кумуляції інформації — за етапами руху наукових знань можлива така послідовність: технічний звіт, стаття, монографія, підручник, довідник.

## Типологічні ряди наукової документації за жанрами можна побудувати за такими її основними соціальними функціями

### Забезпечення первинною науковою інформацією суспільства
1. Наукова монографія — це узагальнення теоретичного матеріалу з наукової проблеми з його аналізом. Метою є фіксація наукового пріорітету.
2. Дисертація — виклад матеріалів та результатів самостійного наукового дослідження. Метою є подання рукопису до присвоєння вченого ступеня.
3. Автореферат дисертації- це виклад реферату дисертаційного дослідження. Метою є інформування про основні аспекти дисертації.
4. Звіт про науково-дослідну роботу — це оформлення матеріалів про результат вирішення наукової чи виробничої задачі як проміжного або кінцевого етапу науково-дослідної теми. Метою є підготовка як звітного документа про виконання науково-дослідної роботи.
5. Наукова стаття — виклад проміжних або кінцевих результатів науково-дослідної чи науково-конструкторської роботи. Метою є фіксація науково пріоритету.
6. Наукова доповідь — це виклад повного змісту наукової розробки чи повідомлення на науковому зібранні. Метою є фіксація наукового пріоритету.
7. Тези доповіді — виклад основних аспектів наукової доповіді. Метою є фіксація наукового пріоритету.
8. Інформаційний листок — це виклад реферату, що відображає зміст науково-технічного досягнення. Метою є розповсюдження інформації про науково-технічне досягнення.
9. Інформаційний критичний огляд — виклад аналізу змісту документів та їх оцінки. Метою є забезпечення інформації спеціалістів про ступінь вирішення наукових, технічних та виробничих проблем.

### Забезпечення процесу професійної підготовки спеціалістів
1. Підручник — це весь теоретичний матеріал з навчальної дисципліни в повному обсязі навчальної програми. Метою є документальне забезпечення навчального процесу у вигляді видання «теоретичної частини курсу».
2. Навчальний посібник — це теоретичний матеріал навчальної дисципліни, котрий частково співпадає з розділами навчальної програми або виходить за її межі. Метою є документальне забезпечення навчального процесу у вигляді видання «теоретичної частини курсу».
3. Конспект лекцій — це конспективний виклад навчальної дисципліни або її частини. Метою є документальне забезпечення навчального процесу у вигляді видання «теоретичної частини курсу».
4. Практикум — це виклад практичних завдань чи вправ з матеріалу навчальної дисципліни. Метою є документальне забезпечення навчального процесу у вигляді видання «теоретичної частини курсу».
5. Навчальний довідник для ВУЗів — це виклад довідкових даних в галузі знань у відповідності із розділом і змістом програми навчальної дисципліни. Метою є забезпечення довідковими даними програми навчального процесу з дисципліни.
6. Навчальні таблиці — це систематизований виклад в табличному вигляді даних з навчальної дисципліни. Метою є забезпечення довідковими даними програми навчального процесу з дисципліни.
7. Посібник для спеціалістів — це виклад матеріалу в якому описано технологію практичної діяльності. Метою є документальне забезпечення процесу самостійного оволодіння професійними навичками.

### Забезпечення вторинною фактографічною інформацією науки та виробництва
1. Рекламний проспект (стаття) — виклад стислих повідомлень про об'єкт реклами. Метою є реклама об'єкта.
2. Промисловий каталог — це перелік промислової продукції з її характеристикою. Метою є забезпечення спеціалістів відомостями про промислову продукцію, її параметри, технологічні та експлуатаційні характеристики тощо.
3. Стандарт — це виклад правил, вимог, норм для різних видів практичної діяльності. Метою є фіксація правил, вимог, норм для обов'язкового дотримання спеціалістами в усіх сферах практичної діяльності.
4. Довідник із галузі знання — виклад довідкових даних з галузі знань. Метою є забезпечення спеціалістів довідковими даними з галузі знання.
5. Довідник спеціаліста — сукупність даних, необхідних спеціалісту в його професійній діяльності. Метою є забезпечення довідковими даними спеціалістів конкретної професії.
6. Енциклопедичний словник — виклад однієї або декількох галузей знань, розкриття їх змісту у вигляді стислих статей, розташованих в алфавітному чи систематичному порядку. Метою є забезпечення орієнтації спеціалістів в галузі знань .
7. Біографічний довідник — це виклад в алфавітному порядку прізвищ вчених та інших спеціалістів з біографічними відомостями, характеристикою їх внесків у розвиток науки, техніки й виробництва. Метою є забезпечення спеціалістів біографічними відомостями про діячів науки, техніки та виробництва.
8. Термінологічний словник — це виклад в алфавітному порядку термінів однієї чи декількох галузей знань з їх визначеннями. Метою є забезпечення орієнтації спеціалістів в термінологічному складі галузі (галузей) знань.
9. Визначник природничо-наукових та технічних об'єктів — це виклад у певному порядку (алфавітному, систематичному, нумераційному) основних відомостей про природничо-наукові та технічні об'єкти з супроводом (чи без нього) їх фотографій, малюнків, схем чи креслень. Метою є забезпечення орієнтації спеціалістів в сукупностях відомостей та природничі-наукові та технічні об'єкти.

### Забезпечення популяризації досягнень науки, техніки, виробництва, їх історії
1. Науково-популярна стаття — це стислий опис науково-популярною мовою новітніх досягнень у галузі науки, техніки, виробництва. Метою є популяризація сучасних науково-технічних досягнень для ознайомлення з ним неспеціалістів.
2. Науково-популярна монографія — це виклад науково-популярною мовою результатів дослідження наукової проблеми. Метою є популяризація сучасних науково-технічних досягнень для ознайомлення з ним неспеціалістів.
3. Науково-популярний огляд — опис науково-популярною мовою характеристики сучасних досягнень науки, техніки, виробництва. Метою є популяризація сучасних науково-технічних досягнень для ознайомлення з ним неспеціалістів.
4. Науково-популярний нарис — це опис науково-популярною мовою окремих періодів історії науки, техніки, виробництва. Метою є популяризація серед неспеціалістів відомостей з історії науки, техніки, виробництва.
5. Наукова-популярна енциклопедія — популярний виклад в систематизованому вигляді змісту галузі знань чи характеристик природничо-наукових об'єктів. Метою є забезпечення орієнтації неспеціалістів в галузі знань.
6. Інформаційний реферат (реферативна стаття) — стислий виклад змісту документа, його частини, що включає основні відомості та висновки. Метою є забезпечення ознайомлення спеціалістів зі змістом документа.
7. Інформаційний реферативний огляд — виклад характеристики, що розглядаються в джерелах первинної наукової інформації. Метою забезпечення орієнтації спеціалістів у змісті потоку документальних джерел первинної наукової інформації з конкретної тематики.